# NGC 977
NGC 977 je galaksija u zviježđu Kit.

## Vanjske poveznice
- SEDS: NGC 977